# Споменик природе Трепча — Збирка минерала
Споменик природе Трепча — Збирка минерала представља јединствену збирку кристала и минерала издвојених приликом копања руде који својом лепотом и бојом, као и својим обликом представљају велику вредност. Заштита се односи на све руднике (јаме) рударско-топионичког басена Трепча у Косовској Митровици, на Косову и Метохији. За заштићено подручје рудник је проглашен 1970. године као споменик природе.
Рудник Стари Трг са ужим подручјем изграђују кристаласти шкриљци. Ове стене припадају доњем палеозоику а заступљена су филитима, кварц серицитским и хлоритским шкриљцима и мермерима. Минерали и кристали природне реткости сматраће се и сви минерали-кристали који се пронађу приликом вађења руде, а који се одликују својим нарочитим својствима: лепотом, бојом, правилношћу и др. без обзира на величину.

## Решење — акт о оснивању
Решење о стављању под заштиту државе збирке минерала на Старом Тргу као и свих примерака који се убудуће пронађу приликом копања руде а својим нарочитим својствима заслужују да буду заштићени — Број 03-4509/69 - СО Косовска Митровица.